# Kizudarake no sanga
Kizudarake no sanga (傷だらけの山河, comercialitzada en anglès com a The Tycoon i en castellà com a el magnate) és una pel·lícula melodramàtica japonesa dirigida per Satsuo Yamamoto basada en una novel·la de Tatsuo Ishikawa. Fou exhibida al Festival Internacional de Cinema de Sant Sebastià 1964.

## Argument
La pel·lícula gira al voltant del seu protagonista, Katsuhei Arima, un magnat de la construcció ferroviària japonès arquetípic mancat de tota ètica i que amaga un excés d'ambició, amb una esposa i tres amants, així com alguns fills no reconeguts. Es tracta d'una dura crítica al capitalisme i a la corrupció política.

## Repartiment
- Sô Yamamura... Katsuhei Arima
- Ayako Wakao... Mitsuko Fukumura
- Eiji Funakoshi... Kazuo Arima
- Noriko Hodaka... Junko Arima
- Takao Ito... Heijiro Yokota
- Manamitsu Kawabata... Takeo Katayama
- Keizô Kawasaki... Yoshiharu Sakai
- Yoshirô Kitahara... Ryutaro Arima
- Sachiko Murase… Fujiko Arima
- Kôji Takahashi… Akihiko Arima
- Eiko Taki	... Komomo
- Yatsuko Tan'ami... Kaneko Yokota
- Yoshiko Tsubouchi... Tamiko Katayama
- Eijirô Tôno... Shinzo Kozuki